# ژاکوبن (مجله)
ژاکوبن یک فصلنامهٔ انگلیسی‌زبان است که با گرایش چپ در شهر نیویورک منتشر می‌شود. این نشریه خود را «صدای پیشروی چپ آمریکا، و پیگیر چشم‌اندازهای سوسیالیستی در سیاست، اقتصاد و فرهنگ» معرفی می‌کند.

## تاریخچه
انتشار ژاکوبن در سپتامبر ۲۰۱۰ به صورت یک مجلهٔ آنلاین آغاز شد، اما از سال پس از آن به صورت یک مجلهٔ چاپی درآمد. ژاکوبن توسز بنیانگذارش باسکار سونکارا به عنوان یک نشریهٔ رادیکال معرفی شده‌است که «از سوی نسل جوانی تولید می‌شود که به مانند نشریات قدیمی‌تر مانند مخالفت یا سیاست نو که همچنان قلمروی چپ روشنفکری قدیمی را حفظ کرده‌اند، با پارادایم‌های عصر جنگ سرد پیوند نخورده‌اند.» سونکارا هدف مجلهٔ ژاکوبن را انتشار نشریه‌ای عنوان کرده‌است که سیاست قاطع سوسیالیستی را با دسترسی‌پذیری آسان نشریاتی چون ملت و جمهوری نوین ترکیب کند.
در سال ۲۰۱۳ بخش انتشار کتاب ژاکوبن با عنوان «ژاکوبن بوکز» اعلام کرد که با دو انتشاراتی ورسو بوکز و راندوم هاوس شریک شده‌است. مجموعه‌ای از مقالات نویسندگان زاکوبن از سوی «هنری هولت و شرکا» در سال ۲۰۱۶ منتشر شد. «کنش طبقاتی: کتاب راهنما برای معلمان کنشگر» به صورت مشترک با کمیتهٔ مرکزی اتحادیهٔ معلمان شیکاگو منتشر شد و ژاکوبن در ۱۶ شهر ایالات متحده و کانادا در بین کنشگران اتحادیه‌های تجاری توزیع شد. علاوه بر این از پاییز ۲۰۱۴ ژاکوبن از بیش از ۸۰ گروه مطالعاتی سوسیایستی پشتیبانی کرده‌است.
هیئت تحریریهٔ ژاکوبن در بهار ۲۰۱۷ با ویوک چیبر و روبرت برنر برای انتشار ژورنال دانشگاهی «کاتالیزور: نشریه‌ای برای نظریه و استراتژی» همکاری کردند.

## عنوان و لوگو
نام مجله از کتاب ژاکوبن‌های سیاه: توسان لوفرتور و انقلاب سن دومینیگو نوشتهٔ سی. ال. آر. جیمز گرفته شده‌است که در آن نویسنده انقلابیان سیاه‌پوست هائیتیایی را نسبت به آرمان‌های انقلاب کبیر فرانسه که از سوی «ژاکوبن‌های سفید» دنبال می‌شد، دارای خلوص بیشتری دانسته‌است.
لوگوی نشریه هم به گفتهٔ ریمایک فوربس از صحنه‌ای در فیلم کوئیمادا (بسوزان!) الهام گرفته شده‌است که در آن خوزه دولورس ایترادا قهرمان ملی نیکاراگوئه نشان داده می‌شود، اما به جای او از چهرهٔ توسان لوفرتور رهبر انقلاب هائیتی استفاده شده که تنها بردهٔ انقلابی در تاریخ بشر بوده که به پیروزی دست یافته‌است.
شعار مجله «عقل در انقلاب» است که به جمله‌ای از سرود انترناسیونال اشاره دارد.

## نویسندگان
مشارکت‌کنندگان مطرحی مانند اسلاوی ژیژک، بن هربرت، یانیس واروفاکیس، هیلاری وین‌رایت، کریم عبدالجبار، جرمی کوربین و پابلو ایگلسیاس توریون با ژاکوبن همکاری کرده‌اند. سونکارا گفته‌است که معتقد است که «تمام نویسندگان ژاکوبن در گسترهٔ سنت سوسیالیستی قرار می‌گیرند» و البته اشاره کرده که ژاکوبن گاهی مقالات لیبرال‌ها و سوسیال دموکرات‌ها را نیز انتشار می‌دهد، اما آن نوشته‌ها از چشم‌اندازی بوده‌اند که بر نگرش هیئت تحریریهٔ مجله استوار بوده‌اند و گفته‌است که «ما باید نوشته‌ای را که به‌وسیلهٔ یک لیبرال در حمایت از نظام بهداشت تک پرداخت‌کننده نوشته شده‌است منتشر کنیم، چرا که آن‌ها به کالایی‌زدایی از این بخش باور دارند و ما نیز به کالایی‌زدایی از کل اقتصاد باور داریم و این دو با هم تناسب دارند.» سونکارا مشارکت‌کنندگان مجله را به لحاظ زمینهٔ جامعه‌شناختی افرادی زیر ۳۵ سال عنوان می‌کند که «در میان آن‌ها تعداد زیادی دانشجویان مقطع ارشد، استادان جوان یا استادان رسمی وجود دارند. همچنین چندین سازمان‌دهنده یا پژوهشگران اتحادیه‌ها نیز در مجله مشارکت می‌کنند … و همچنین مردمی که در سازمان‌های غیردولتی یا پیرامون حق مسکن یا مسائلی از این قبیل فعالیت می‌کنند نیز با مجله همکاری دارند.»

## ایدئولوژی
مجلهٔ ژاکوبن به عنوان مجله‌ای با مشی سوسیالیسم دموکراتیک، سوسیالیسم و مارکسیسم معرفی شده‌است. بنا بر مقاله‌ای که از سوی آزمایشگاه روزنامه‌نگاری نیمان منتشر شده‌است، ژاکوبن مجله‌ای با «اندیشهٔ سوسیالیستی دموکراتیک» است. مکس استراسر در مجلهٔ سیاستمدار نو اشاره کرده که مجلهٔ ژاکوبن «گوشت اندیشهٔ مارکسیستی رالف میلیبند و رگ سوسیالیسم دموکراتیک» را گرفته‌است.
سونکارا در مصاحبه‌ای با بررسی چپ نو مایکل هرینگتون را به عنوان «ساده‌کننده و توده‌ای کنندهٔ اندیشهٔ مارکسیستی» نام برده و از او و رالف میلیبند و دیگر متأثرین غیروفادار تروتسکیسم مانند لئو پانیچ، در کنار نظریه‌پردازان سنت یوروکمونیسم و رادیکال‌های انترناسیونال دوم مانند لنین و کارل کائوتسکی به عنوان مهم‌ترین تأثیرگذارندگان بر مجله یاد می‌کند.
جیم کریگان در مقاله‌ای که در کارگر هفتگی منتشر کرده، به همکاری شماری از نویسندگان و اعضای هیئت تحریریهٔ ژاکوبن با سوسیالیست‌های دموکراتیک آمریکا (دی.اس. اِی) اشاره کرده و این مجله را «چیزی نزدیک به گل سرسبد مطبوعات چپ‌های دی.اس. اِی» دانسته‌است، اما همچنین بر تنوع سیاسی مشارکت‌کنندگان نیز تأکید کرده که «همه‌کس از لیبرال‌های سوسیال دموکرات تا انقلابی‌های خودمعرف» را در بر می‌گیرد. او همچنین برخی از ویژگی‌های مواضع هیئت تحریریه را مورد اشاره قرار داده‌است: آن‌ها ضدکمونیسم‌گرایی را رد می‌کنند، نسبت به امکان تبدیل حزب دموکرات به یک جنبش سوسیال-دموکرات در اثر فشار داخلی تردید دارند، به جای این امید واهی از شکل‌دهی به یک حزب کارگر متکی به توده حمایت می‌کنند، منتقد احزاب انترناسیونال سوسیالیست هستند که به باور آن‌ها به خاطر سیاست‌های ریاضتی نئولیبرال مقصر و مسئول هستند، و اعتقاد دارند که مدل نوردیک سوسیال دموکراسی در نهایت ماندگار نیست و تنها بدیل سرمایه‌داری جنبش‌های سوسیالیستی و کارگر رزمنده است که برای جایگزینی سرمایه‌داری با سوسیالیسم مبارزه می‌کند.
نیویورک تایمز در ژانویهٔ ۲۰۱۳ مشخصات باسکار سونکارا سردبیر و عضو هیئت تحریریهٔ ژاکوبن را منتشر و به موفقیت پیش‌بینی‌نشدهٔ این نشریه و به کار گرفتن جریان اصلی لیبرالیسم اشاره کرد. میشل گولدبرگ در سال ۲۰۱۳ در مجلهٔ لوح مجلهٔ ژاکوبن را بخشی از احیای گرایش به مارکسیسم در میان روشنفکران جوان دانست. جیک بلومگارت که در سال‌های نخست آغاز فعالیت مجله به همکاری با آن می‌پرداخت، اظهار داشته که ژاکوبن «با ترکیب تحلیل داده بنیاد و نظریات مارکسیستی به سبکی هتاکانه و دم دستی» فعالیت می‌کند.
نوآم چامسکی مجلهٔ ژاکوبن را «نوری درخشان در روزگاری تیره» دانسته‌است.